# Raab-Katzenstein RK 16
Die Raab-Katzenstein RK 16  war der Entwurf eines Reklameflugzeugs für Nachtflüge der Raab-Katzenstein-Flugzeugwerke von 1927.

## Entwicklung
Der Entwurf der Raab-Katzenstein RK 16 gehörte zu den größten Flugzeugentwürfen des Konstruktionsbüros der Raab-Katzenstein-Werke unter Paul Hall. Das zweimotorige Doppeldecker-Flugzeug war speziell für Nachtwerbeflüge als Reklameflugzeug ausgelegt und große rechteckige Tragflächen, an deren Unterseite Beleuchtungslampen für Schrift- und Bilddarstellungen angebracht waren. Die Lampen wurden von einem Sitz in der Bugnase des Flugzeugs über eine Schalttafel bedient. Für die Stromversorgung der Lampen war bei jedem der beiden Motore ein Generator angeschlossen. Die RK16 wurde zu einem Stückpreis von 72.000 RM angeboten und war damit das teuerste in Preislisten angebotene Raab-Katzenstein Flugzeug. Neben der Verwendung als Reklameflugzeug wurde die RK16 auch als Luftbild-Flugzeug mit einer schwenkbaren Kamerahalterung in der Bugnase angeboten. Für keine der Anwendungen fanden sich Kaufinteressenten, sodass die Entwicklung noch im Entwurfsstadium aufgegeben wurde.

## Konstruktion
Die Konstruktion der RK16 war in jeder Hinsicht einzigartig für die Raab-Katzenstein-Werke. Der Rumpf ist aus nahtlosen Stahlrohren autogen geschweißt. Die Motorböcke sind abnehmbar. Sie bilden mit den Flügelmittelstücken und dem Fahrgestell eine Einheit. Das Fahrwerk mit weiter Spurweite wird mittels Federstreben abgefedert, die an den unteren Knotenpunkten der Motorböcke angreifen. Die Motorböcke sind zwischen den Flügeln eingebaut und mit dem Rumpf durch ein Strebenfachwerk verbunden. Als Antrieb waren der 230 PS starke BMW IV Motor bei der RaKa RK16b oder der 280 PS starke Junkers L5-Motor bei der RaKa RK16c vorgesehen. Für die RaKa RK16a wurde die Verwendung gebrauchter Benz Bz4 Motore zur Kostensenkung vorgeschlagen.

## Technische Daten
| Kenngröße             | RK 16                                                                               |
| --------------------- | ----------------------------------------------------------------------------------- |
| Besatzung             | 2                                                                                   |
| Spannweite            | 20,00 m                                                                             |
| Länge                 | 13,00 m                                                                             |
| Höhe                  | 3,80 m                                                                              |
| Flügelfläche          | 97,00 m²                                                                            |
| Flächenbelastung      | 30,9 kg/m²                                                                          |
| Leistungsbelastung    | 7,5 kg/PS                                                                           |
| Leermasse             | 2030 kg                                                                             |
| Zuladung              | 970 kg                                                                              |
| Startmasse            | 3000 kg                                                                             |
| Höchstgeschwindigkeit | 155 km/h                                                                            |
| Gipfelhöhe            | 5000 m                                                                              |
| Aktionsradius         | 420 km                                                                              |
| Antrieb               | 2 × 200 PS Benz Bz4 (RK16a) 2 × 240 PS BMW IV (RK16b) 2 × 280 PS Junkers L5 (RK16c) |